# اوهایو

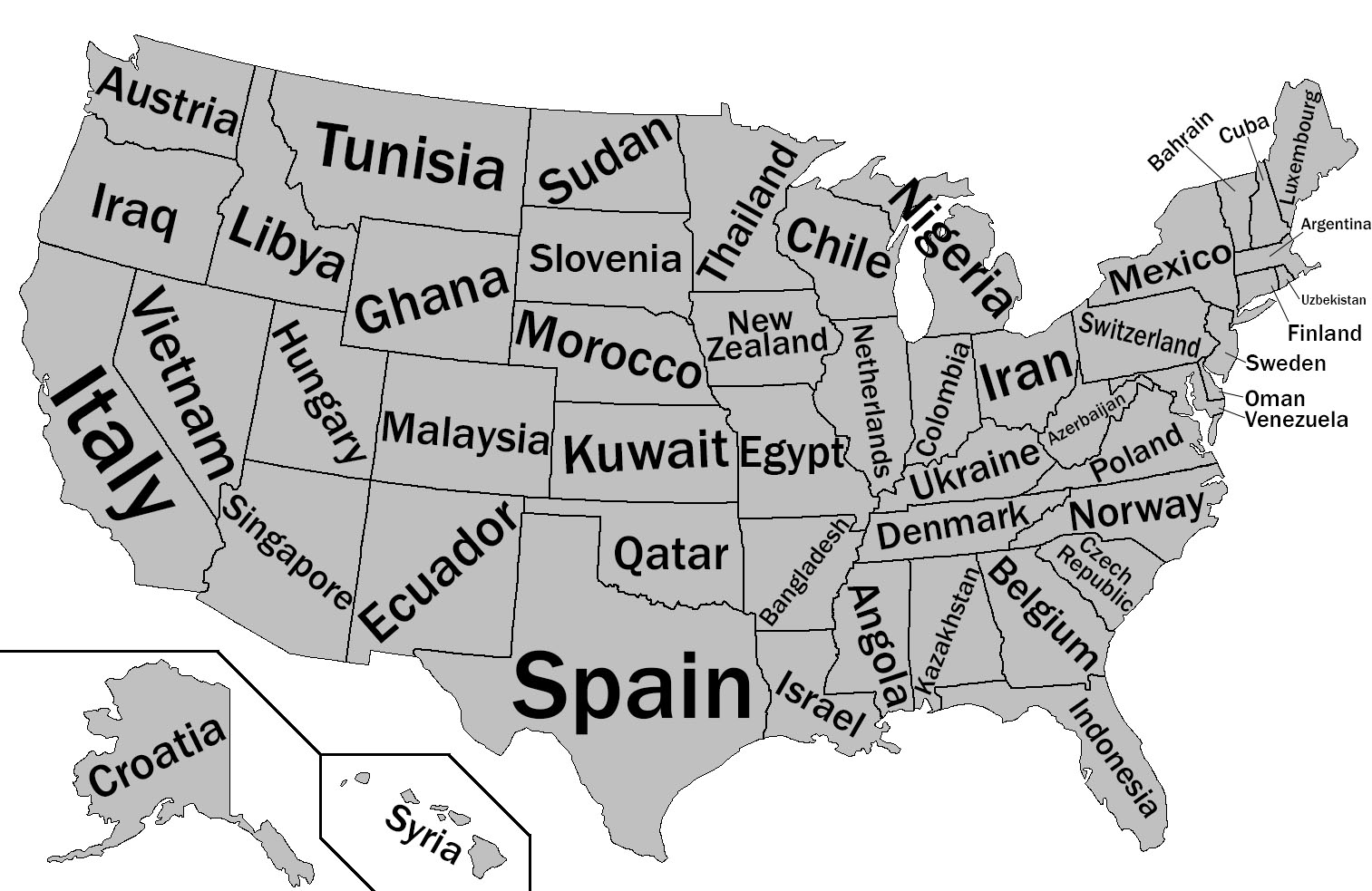
مقایسهٔ تولید ناخالص داخلی ایالت‌های آمریکا با کشورهای دیگر در سال ۲۰۱۲. ایالت اوهایو در این سال تولید ناخالصی اش تقریباً برابر با کشور ایران بوده‌است.

اوهایو (به انگلیسی: Ohio) ایالتی است در شرق آمریکا و از نظر فرهنگی یکی از ایالت‌های غرب میانه آمریکا به‌شمار می‌رود. این ایالت تنها ایالت آمریکا است که پرچم مستطیلی ندارد.
مرکز اوهایو کلمبوس است و دیگر شهرهای مهم آن کلیولند، سینسیناتی، تولیدو و دیتون می‌باشند.
جمعیت ایالت اوهایو یازده و نیم میلیون نفر است که بیش از ۹۳ درصد از آنان انگلیسی‌زبان و ۲ درصد اسپانیایی‌زبان هستند. حدود ۴٫۵ درصد نیز به دیگر زبان‌ها سخن می‌گویند.
در یک نظرسنجی که در سال ۲۰۰۸ انجام شد ۷۶ درصد از مردم اوهایو خود را فردی معتقد به دین مسیح توصیف کردند.
اوهایو ایالتی صنعتی است دفاتر اصلی صنایعی چون تایرسازی گودیر و فست‌فود زنجیره‌ای وندیز در این ایالت واقع است. با این حال پس از بروز بحران‌های اقتصادی در جهان، اوهایو با افزایش نرخ بیکاری روبه‌رو شده‌است.

## اطلاعات عمومی
لقب این ایالت «ایالت شاه‌بلوط» (The Buckeye State) است که به نام درخت شاه‌بلوط اوهایو (Aesculus glabra) که در این ایالت به‌طور بومی می‌روید اشاره دارد.
برادران رایت از این ایالت بودند. به همین جهت لقب دیگر این ایالت را نیز «خاستگاه هوانوردی» گفته‌اند.
نیروی دریایی آمریکا به افتخار این ایالت چندین ناو دریایی با نام‌های «یواس‌اس اهایو» را به آب انداخته‌است.
پارک ملی دره کویاهوگا در این ایالت قرار دارد.

## تاریخچه
پیشینه نام اوهایو به واژه‌ای در زبان سرخ‌پوستان ایروکی بازمی‌گردد که به معنی «رود بزرگ» است. اوهایو در اصل جزئی از «منطقه شمال غرب» بودو اوهایو بعداً به عنوان هفدهمین ایالت در تاریخ ۱ مارس ۱۸۰۳ به ایالات متحده پیوست. رودخانه اوهایو مرز میان ایالت اوهایو و ایالت‌های ویرجینیای غربی و کنتاکی را تشکیل می‌دهد.
در سال ۱۸۳۵ میان اوهایو و میشیگان بر سر مالکیت ناحیه کوچکی معروف به باریکه تولیدو، کشمکش روی داد.
نخستین طاعون خوک‌ها در جهان در حدود سال ۱۸۳۰ در اوهایو رخ داد.

## اقتصاد
در سال ۲۰۱۲، این ایالت تولید ناخالص داخلی برابر با ۵۵۱٬۸۸۱ میلیارد دلار داشت، که تقریباً برابر تولید ناخالص داخلی کشور ایران (۵۵۲٬۳۹۷ میلیارد دلار) بود.

## شهرهای مهم
پرجمعیت‌ترین شهرهای این ایالت به ترتیب عبارت‌اند از:
- کلمبوس
- کلیولند
- سینسیناتی
- تولیدو
- اکران
- دیتون
- پارما
- کانتون
- یانگزتاون
- لورین
- همیلتون
- اسپرینگفیلد
- کترینگ
- الیریا
- لیما
- منسفیلد

## دانشگاه‌های مشهور اوهایو
- دانشگاه ایالتی اوهایو
- دانشگاه اوهایو
- دانشگاه ایالتی رایت
- دانشگاه ایالتی کنت
- دانشگاه کیس وسترن رزرو
- دانشگاه سینسینتی
- دانشگاه ایالتی بولینگ گرین
- دانشگاه میامی
- دانشگاه دیتون
- دانشگاه تولیدو
- دانشگاه اکران
- کالج ووستر

## مشاهیر
از افراد مشهور این سرزمین می‌توان برادران رایت، شروود اندرسن، تریسی چپمن، فیلیپ جانسون، دنیس کوسینیچ، نیل آرمسترانگ٫ کلارک گیبل٫ جان آیزمن، استیون اسپیلبرگ٫ جان گلن٫ آرتور هالی کامپتون، پل نیومن،
لبران جیمز و آر ال استاین را نام برد.

## نگارخانه

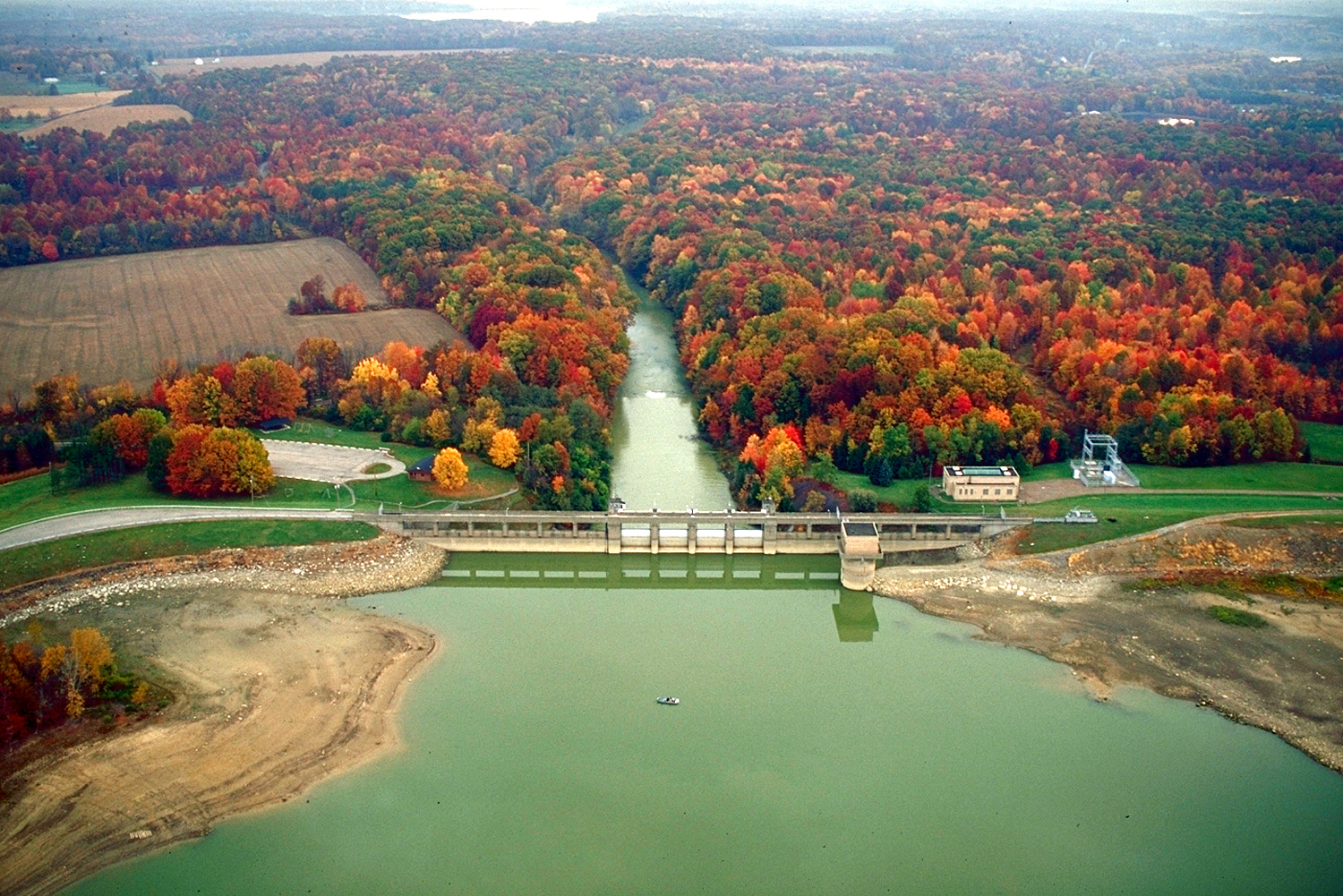
منظره‌ای از سد و دریاچهٔ «برلین» در این ایالت
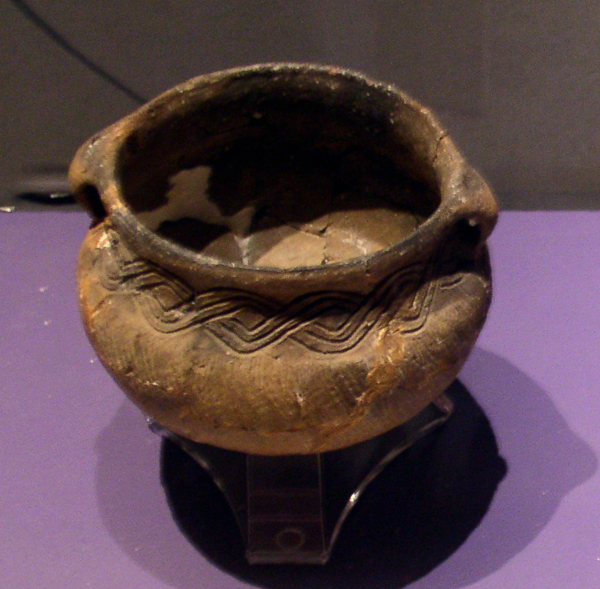
آثار تاریخی سفالی بومیان اوهایو
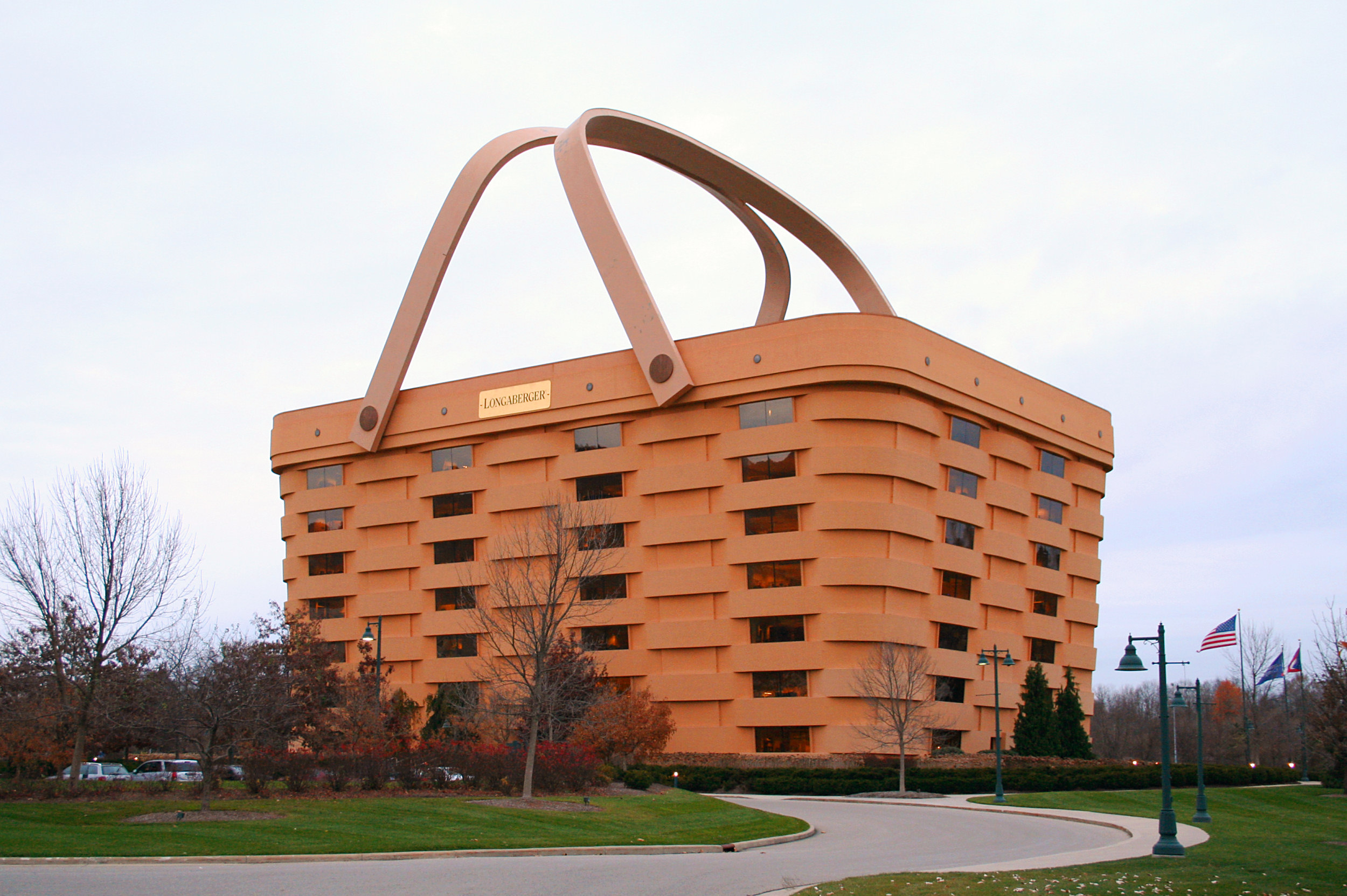
معماری پسانوگرایی در اوهایو

## پیوندهای وابسته
- اتاق بازرگانی شهر سین سینتی
- محل تولد پرواز: موزهٔ برادران رایت در شهر دیتون در اوهایو